# Архітектура інків

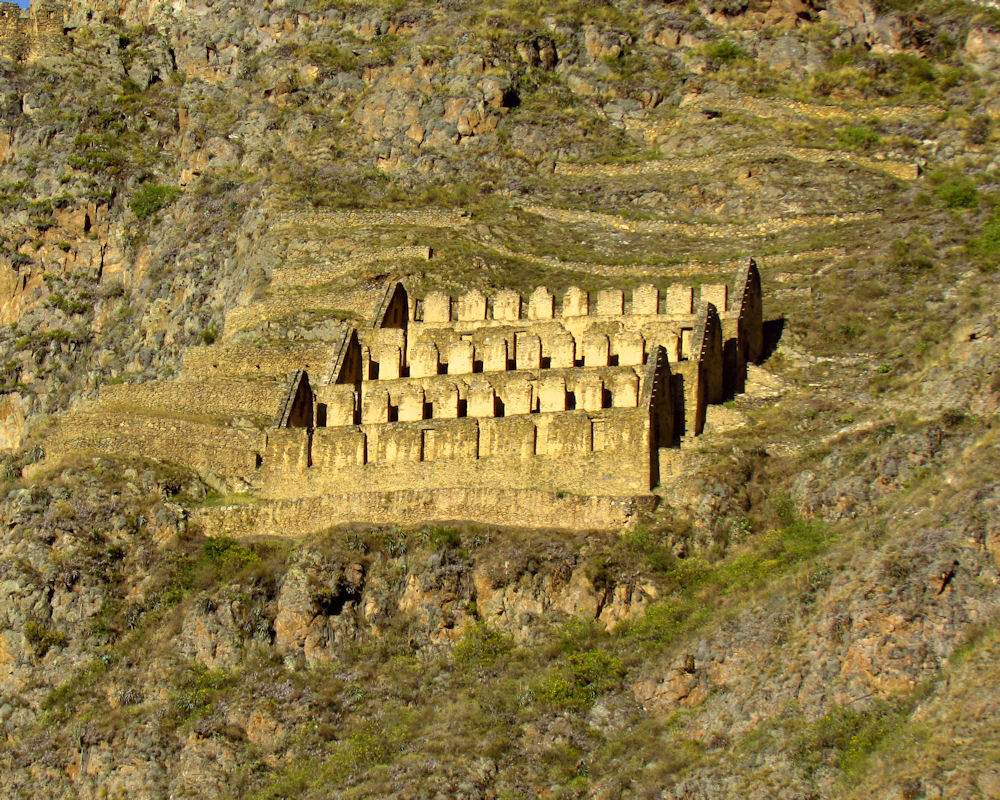
Складські приміщення у м.Ольянтайтамбо

Архітектура інків — моментальна, переважно міського характеру, архітектура імперії Тауантінсую. Розвинулася в результаті вдосконалення архітектурних традицій андійських народів, згодом і будівельних засобів цивілізації Тіауанако. Фактичний початок як архітектури імперського масштабу бере з часів панування Інки Пачакутека. Представлена чудовими містами, численними будівлями різного призначення та фортецями, переважна більшість яких знищена іспанськими конкістадорами.

## Розвиток. Особливості
Уся архітектура інків у своїй основі початково походить до вельми примітивних будов індіанців Анд, які складалися з одного приміщення. Комплекс будівель, розташованих навколо квадратного внутрішнього двору (мовою кечуа він називається «канча»). Це слово зустрічається в цілому ряді назв споруд, зведених, зокрема, в Куско. Такий принцип ліг в основу забудови всіх інкських міст, що переважно складаються з декількох квадратних або прямокутних канча.
За період свого правління, що тривав більше трьох-чотирьох століть, Капак Інки, а потім Сапа Інки значно просунулися в архітектурі: від примітивних селянських жител до доволі майстерно виконаних споруд, зокрема відомих «циклопічних стін», що зводяться обов'язково з відшліфованого каменю. Непомітна монументальність, величезні маси чудово обробленого будівельного матеріалу — це все мало справляти величезне враження при відвідуванні селянами міст, щоб люди схилялися перед могуттю імператорів. Прикладом цьому слугує фортеця Саксайуаман, зведена з величезних кам'яних блоків. Ці блоки, хоча й нічим не скріплені, проте припасовані настільки щільно й точно один до одного, що навіть нині неможливо просунути між цими багатотонними брилами тонке лезо бритви.
Велетенські споруди будувалися досить швидко, тому що володарі Тауантінсую мали можливість направити на перебудову якогось кварталу чи зведення нового міста в рамках міти відразу кілька десятків тисяч чоловік-пурех.
Всі громадські споруди — палаци, святилища, курортні резиденції, склади, фортеці, шляхи, мости, тамбо, величезні тераси по схилах гір — зводилися з ініціативи правителів імперії.
Споруди, що зводилися в різних частинах держави, що мали одне і те ж функціональне призначення, були дуже схожі одна на одну. На всій території імперії будівництво здійснювалося за схваленим Інкою і тим самим взаконеним типовому зразку. 
Всі дороги і вулиці в них завжди сходилися до центральної площі, навколо якої розташовувалися головні будівлі міста, а саме резиденція володаря (або місцевого начальства), будинками вищої знаті, Храмом Сонця, домом «наречених Сонця». Міста забудовувалися за зразком плану столиці держави — Куско. міста по всій державі зводилися у надзвичайно вигідних місцях. Тому іспанські конкістадори на місці зруйнованих інкських міст часто засновували свої, зокрема Кіто в Еквадорі (старовинне Кіту), Сантьяго в Чилі.

## Споруди
Керівництво будівництвом було покладено на професійних архітекторів, призначених державою. Інкські будівельники зводили споруди відповідно до макетів, заздалегідь виготовлених з глини. При цьому будівельниками використовувався якийсь особливий пересувний вимірювальний прилад. Саме інками був винайдений висок («уапаісі»).
Інкські архітектори вміли будувати тільки одноповерхові або двоповерхові будівлі, у виняткових випадках зводилися будівлі триповерхові. Вікна і входи в цих будівлях мали трапецієподібну форму. У стінах знаходилися також трапецієподібні ніші. Ніші замінювали інкам шафи. Дахи будинків вкривалися соломою, рідше — деревом. Дахи палаців Інки, а також дахи святилищ Сонця часто вкривали золотим дротом або ж золотими і срібними пластинами. Трипорховими були переважно будівлі релігійного призначення. Яскравими прикладами цього є палац-святилище Інтікойя (койя бога-Сонця) на о. Тітікака та будинок «нареченого Сонця» на о. Койята (обидва розташовані на озері Тітікака).
До значних творінь інкської архітектури належить низка уславлених інкських міст на північ від Куско, у басейні теперішньої перуанської річки Урубамба (інки називали її верхів'я Уільконата, на нижню течію Юкай), де, зокрема знаходилося місто Кача з відомим під час існування імперії храмом божеству Віракочі, а також Вількабамба, Вількасуаман, Інтіпата, Пісак.

## Матеріал
Будівельним матеріалом був камінь або ж невипалена цегла-сирець. Камінь — основний будівельний матеріал, що використовувався при спорудженні всіх цивільних споруд, також оброблявся кам'яним долотом. Велетенські брили з андезиту або порфіру у кількості навіть сотні тисяч блоків інки доставляли на свої будівництва здалеку.
Каменярні інків були розкидані по всій імперії. Для будівництва столиці імперії камінь доставляли або з Уакота (приблизно за 15 км від Куско, там же добували і чорний андезит), або з району, де знаходився дрібнозернисте каміння, що йшло на будівництво будівель особливого призначення, зокрема палацу владики або основних доріг імперії.

## Див також
Доколумбова ера